# Carcelia capyrosa
Carcelia capyrosa là một loài ruồi trong họ Tachinidae.